# Nausicaa Policicchio
Nausicaa Policicchio, nata Alba (Cosenza, 22 febbraio 1963 – Roma, 27 marzo 2018), è stata un soprano italiana, prematuramente scomparsa. Ha avuto una importante carriera internazionale, culminata nel concerto per Papa Francesco in Vaticano, in cui ha interpretato le più celebri arie verdiane nella “Sala Nervi” davanti a 8000 spettatori, con la diretta televisiva e la trasmissione su RAI 1 e RAI 5.

## Biografia
Aveva studiato con Antonietta Stella e Franco Corelli. Vincitrice del Concorso Voci Verdiane, si era in seguito perfezionata con Carlo Bergonzi presso il Teatro Regio di Parma.
Vincitrice del concorso lirico "Mattia Battistini" di Rieti, aveva debuttato nel ruolo verdiano di Lady Macbeth con la regia di Franca Valeri.
In seguito ha sostenuto i ruoli protagonistici nelle principali opere del repertorio del soprano drammatico e lirico spinto, quali Abigaille nel Nabucco, Leonora nella Forza del Destino, Leonora nel Trovatore, Tosca, Turandot, Manon Lescaut, Madama Butterfly, Giorgetta nel Tabarro, Santuzza nella Cavalleria Rusticana, Carmen nella Carmen, Margherita ed Elena nel Mefistofele di Arrigo Boito, Salome di Richard Strauss, Natura Viva di Marco Betta (in prima esecuzione mondiale al Maggio Musicale Fiorentino), Il Mago di Nicola Colabianchi (in prima esecuzione mondiale).
Ha avuto anche un’intensa attività concertistica interpretando più volte La Morte di Isotta di R. Wagner, i Lieder eines fahrenden Gesellen di Mahler, i Vier letzte Lieder di Strauss, i Wesendonklieder di Wagner (nella versione orchestrale, al Nuovo Auditorium di Roma), l’integrale delle Romanze da camera di Mascagni al Teatro Argentina di Roma, etc. 
Accanto a Renato Bruson, ha cantato il ruolo di M. Maddalena nell'oratorio La Resurrezione di Cristo di Perosi.
È stata ospite in numerose trasmissioni televisive accanto a personalità quali Giorgio Albertazzi, Claudia Cardinale, Lando Buzzanca etc. interpretando arie da Aida, Macbeth, Nabucco, Turandot. È stata, inoltre, invitata a cantare, quale ospite, nella trasmissione televisiva RAI “Uno Mattina”. In più occasioni ha collaborato con la trasmissione radiofonica La Barcaccia di Radio 3, cantando i ruoli di Lady Macbeth, Aida etc.
Parallelamente all’intensa attività artistica ha condotto una lusinghiera attività didattica e suoi allievi risultano vincitori e finalisti di prestigiosi concorsi internazionali (Toti dal Monte, Premio del Conservatorio di Milano 2017, New York Artists International Competition, etc). Già docente, infatti, al Conservatorio G. Verdi di Milano, nell’a.a. 2017/18 è stata titolare della cattedra di Canto presso il Conservatorio di S. Cecilia in Roma.